# Mohamed Dubois
Pour les articles homonymes, voir Dubois.
Pour plus de détails, voir Fiche technique et Distribution.
Mohamed Dubois est une comédie française réalisée par Ernesto Oña, sortie en 2013.

## Synopsis
Arnaud Dubois a plutôt une tête à se prénommer… Mohamed. À la suite d'une dispute avec son père, il décide de quitter la maison et croise alors le chemin de Mustafa, qui lui présente sa sœur Sabrina dont Arnaud tombe immédiatement amoureux. Mais le seul moyen de la séduire est de lui laisser croire qu'il est d'origine maghrébine comme elle et qu'il s'appelle Mohamed. Il s'installe alors dans la cité de Sabrina, où il fera tout pour s'intégrer en étant victime de moqueries.

## Fiche technique
- Réalisation : Ernesto Oña
- Scénario : Ernesto Oña et Ichem Saïbi
- Directeur artistique :
- Photographie : Aleksander Kaufmann
- Décors : Jean-Luc Raoul
- Costumes :
- Montage : Stéphanie Pélissier
- Son :
- Musique : Fred Parker Aliotti
- Production :
- Société de production : Les Films Manuel Munz, en association avec Cinémage 7
- Société de distribution : Wild Bunch Distribution
- Pays d'origine :  France
- Format: couleur
- Genre : comédie
- Durée : 92 minutes
- Date de sortie : 1er mai 2013
- Date de sortie DVD : 4 septembre 2013

## Distribution
- Éric Judor : Arnaud Dubois / Mohamed Dubois
- Sabrina Ouazani : Sabrina Kherab
- Youssef Hajdi : Mustafa Kherab
- Mhamed Arezki : Hassan
- Wahid Bouzidi : Rachid
- Marie Kremer : Julie
- Farid Elouardi : Djalil Madani
- Baya Belal : Fouzia Kherab
- Baya Rehaz : La fille de la boîte
- Biyouna : Djamila
- Hania Amar : Nawel Madani
- Moussa Mansaly : Issa
- Lotfi Titi : Lotfi
- Rabah Loucif : Selim
- Paco Boublard : Julien
- Jackie Berroyer : Gérard Dubois
- Manoëlle Gaillard : Catherine Dubois
- Dorothée Pousséo : Fernandez

## Box-office
Mohamed Dubois a fait 367 125 entrées au cinéma en France.